# Догу (сериал)
„Догу“ (на турски: Dogu) е турски сериал, комедия, от 2021 г.

## Излъчване
| Сезон | Сезон | Епизоди | Начало на сезона | Край на сезона   | Всички епизоди | ТВ сезон | ТВ канал |
| ----- | ----- | ------- | ---------------- | ---------------- | -------------- | -------- | -------- |
|       | 1     | 8       | 31 март 2021 г.  | 21 април 2021 г. | 1 – 8          | 2021     | BluTV    |

## Сюжет
Внимание:  Текстът по-долу разкрива сюжета на произведението (или части от него)!
Догу е млад студент, който решава да се развива като комик. Това негово желание обаче не е подкрепено от неговите близки. Те са скептични към тази идея и очакват от него да си намери високоплатена и обещаваща професия. Въпреки опитите на Догу да убеди родителите си те си остават скептично настроени. Той обаче не се отказва от своята мечта, която се стреми да постигне, и не след дълго става известен в интернет със своите хумористични изяви. 

## Актьорски състав
- Еге Кьокенли
- Догу Демиркол
- Бану Фотоджан
- Кубилай Тунчер